# Hammersmith Apollo
Das Hammersmith Apollo ist eine Konzert- und Veranstaltungshalle im Londoner Stadtteil Hammersmith an der Adresse Queen Caroline Street London, W6 9QH. Die Halle bietet 5039 Stehplätze und 3632 Sitzplätze. Der Architekt des Art-déco-Gebäudes war Robert Cromie.

## Geschichte
Das Gebäude wurde am 28. März 1932 eröffnet und unter dem Namen „Gaumont Palace“ als Kino genutzt. 1946 wurde der Zusatz „Palace“ gestrichen. Im Jahre 1962 erhielt die Halle den Namen „Hammersmith Odeon“ (in der Umgangssprache auch „Hammy-O“ genannt), unter dem sie weltweit bekannt wurde.
Nach einer Renovierung Anfang der 1990er Jahre erhielt die Halle im Rahmen eines Sponsorenvertrags mit der kanadischen Brauerei Labatt den Namen „Labatt's Apollo“. In diesem Zeitraum wurde auch die viermanualige Compton-Kinoorgel aus dem Jahr 1932 ausgebaut und eingelagert.
Von 2000 bis 2002 trug die Halle den Namen „London Apollo“. Im Jahr 2002 übernahm die britische Brauerei Carling den Vertrag und der Name wurde dementsprechend in „Carling Apollo Hammersmith“ geändert. Seit 2006 wurde die Halle zunächst als „Hammersmith Apollo“ geführt. Im Jahr 2006 entschied man sich, auf Initiative von Hammersmith & Fulham Council und der Cinema Theatre Association die demontierte Orgel zu restaurieren und wieder in Betrieb zu nehmen. Ein Jahr später ging die Halle an die MAMA-Gruppe über. Anfang 2009 gründete die HMV-Gruppe ein Joint-Venture mit MAMA. Die Halle trug mittlerweile den Namen „HMV Hammersmith Apollo“.  Das Veranstaltungsgebäude wurde von der HMV Gruppe im Mai 2012 an AEG Live und CTS Eventim verkauft. 2013 wurde es geschlossen und umfassend renoviert. Die Umbaumaßnahmen wurden vom Architekten Foster Wilson durchgeführt. Am 7. September 2013 wurde die Halle als Eventim Apollo mit einem Konzert von Selena Gomez wiedereröffnet.

## Nutzung als Konzertsaal
Nicht zuletzt auch durch das Live-Album No Sleep ’til Hammersmith der Heavy-Metal-Band Motörhead wurde die Halle als Veranstaltungsort von Rockkonzerten weltberühmt. Der Titel war jedoch nur eine Anspielung auf den Ruf des Hammersmith Apollo als legendäre Konzerthalle, die Aufnahmen zu dem Album entstanden größtenteils in Leeds und Newcastle während der „Short, Sharp, Pain in the Neck“-Tour 1981.
Zu den Künstlern, die im Hammersmith Apollo auftraten, gehören unter anderem Eric Clapton, Status Quo, Judas Priest, Genesis, Peter Gabriel,  The Who, Queen, Marillion, AC/DC, Nazareth, Dire Straits, Iron Maiden, Frehley’s Comet, Slipknot, Scorpions, Black Sabbath, Metallica, The Cult, The Cure, Depeche Mode, Bruce Springsteen, Crowded House, Joe Bonamassa und Whitesnake. Besondere Berühmtheit erlangte das Odeon durch David Bowies letzten Auftritt als Ziggy Stardust am 3. Juli 1973.

## Nutzung als Aufnahmestätte

### Live-Alben (Auswahl)
| Interpret                             | Albumtitel                                                        | Aufnahmedatum                              | Bemerkungen                                            |  |
| ------------------------------------- | ----------------------------------------------------------------- | ------------------------------------------ | ------------------------------------------------------ |  |
| AC/DC                                 | Live Hammersmith Odeon                                            | 2. November 1979                           |                                                        |  |
| Art of Noise                          | Re-works of Art of Noise                                          | 15. August 1986                            |                                                        |  |
| Alexander O’Neal                      | Live at the Hammersmith Apollo, London                            |                                            |                                                        |  |
| Bruce Springsteen & The E Street Band | Hammersmith Odeon, London ’75                                     | 18. November 1975                          |                                                        |  |
| Black Sabbath                         | Live at Hammersmith Odeon                                         | 1. Mai 2007                                | nur 5000 Kopien                                        |  |
| Depeche Mode                          | Live in London                                                    | 24./25. Oktober 1982                       | limitierte Auflage                                     |  |
| Dire Straits                          | Alchemy: Dire Straits Live                                        | 22./23. Juli 1983                          |                                                        |  |
| Dream Theater                         | Dark Side of the Moon – Official Bootleg                          | 25. Oktober 2005                           |                                                        |  |
| Frank Zappa                           | Sheik Yerbouti                                                    | 25., 26. & 27. Januar und 28. Februar 1978 | veröffentlicht, am 3. März 1979                        |  |
| Frank Zappa                           | Hammersmith Odeon                                                 | 25., 26. & 27. Januar und 28. Februar 1978 | veröffentlicht 2010                                    |  |
| Gary Numan                            | White Noise                                                       | Dezember 1984                              | veröffentlicht 1985                                    |  |
| Go West                               | The Runaway Train Tour – Live at the Hammersmith Odeon            | 5. Juli 1987                               |                                                        |  |
| Iron Maiden                           | Beast Over Hammersmith                                            | 20. März 1982                              | veröffentlicht, am 4. November 2002                    |  |
| Jethro Tull                           | Live at Hammersmith '84                                           | 9. September 1984                          | veröffentlicht, am 10. Dezember 1990                   |  |
| Jethro Tull                           | In Concert                                                        | 8. Oktober 1991                            | veröffentlicht 1995                                    |  |
| Kate Bush                             | Live at Hammersmith Odeon                                         | 13. Mai 1979                               | veröffentlicht 1981                                    |  |
| Kate Bush                             | Before the Dawn                                                   | Aug.–Okt. 2014 (22 Konzerte)               | veröffentlicht 2016 / 3 CD-Box                         |  |
| Little Angels                         | Live at Hammersmith Odeon                                         |                                            |                                                        |  |
| Marillion                             | Recital of the Script                                             | 18. April 1983                             | CD von 2009                                            |  |
| Marillion                             | Early Stages - The official Bootleg Collection 1982 - 88 (Disk 5) | 14. Dezember 1984                          | 2008 als 6 CD-Box / 2013 als 2 CD-Box (Highlights)     |  |
| Megadeth                              | Live at Hammersmith Odeon                                         | 30. September 1992                         |                                                        |  |
| Motörhead                             | Birthday Party / Live at Hammersmith Odeon                        | 1985                                       |                                                        |  |
| Motörhead                             | Better Motörhead Than Dead                                        | 16. Juni 2005                              | veröffentlicht 2007                                    |  |
| Nazareth                              | Live at the Hammersmith Odeon                                     | 16. März 1980                              | veröffentlicht ab 2010, CD-Boni                        |  |
| Nuclear Assault                       | Live at the Hammersmith Odeon                                     |                                            | veröffentlicht 1992                                    |  |
| OMD                                   | Architecture & Morality and more                                  | Mai 2007                                   |                                                        |  |
| Peter Gabriel                         | New Blood: Live in London (Konzertfilm)                           | 23.–24. März 2011                          | veröffentlicht, am 24. Oktober 2011                    |  |
| Peter Gabriel                         | Live Blood                                                        | 23.–24. März 2011                          | veröffentlicht, am 23. April 2012                      |  |
| Queen                                 | A Night At The Odeon                                              | 24. Dezember 1975                          | veröffentlicht 2015 auf CD, Doppel-LP, DVD und Blu-Ray |  |
| Rainbow                               | Difficult to Cure Tour                                            | 27. Juli 1981                              |                                                        |  |
| Rush                                  | Different Stages CD 3 – Live at Hammersmith Odeon 1978            | 1978                                       |                                                        |  |
| Ted Nugent                            | Live at Hammersmith '79                                           | 1979                                       |                                                        |  |
| Steve Hackett                         | Genesis Revisited: Live at Hammersmith 2013                       | 10. Mai 2013                               |                                                        |  |
| The Michael Schenker Group            | Rock will never die                                               | 22.–23. Oktober 1983                       | veröffentlicht 1984                                    |  |
| The Stranglers                        | Live at Hammersmith Odeon '81                                     | 1981                                       |                                                        |  |
| Tori Amos                             | Hammersmith Apollo, London, UK                                    | 6. April 2005                              |                                                        |  |
| Twisted Sister                        | Live at Hammersmith                                               | 1984                                       |                                                        |  |
| The Tubes                             | What Do You Want From Live (Live From Hammersmith Odeon)          | 1978                                       | veröffentlicht im Februar 1978                         |  |
| Ultravox                              | Monument                                                          | 1982                                       |                                                        |  |
| Venom                                 | Hell at Hammersmith / Live in London                              | 1985                                       |                                                        |  |
| Whitesnake                            | Live in the Heart of the City                                     | 1980                                       |                                                        |  |
| In Flames                             | Used & Abused – In Live We Trust                                  | 2005                                       |                                                        |  |

### Konzertmitschnitte auf Video und Filmaufnahmen (Auswahl)
| Interpret                  | Titel                                            | Aufnahmedatum        | Bemerkungen                                                              |  |
| -------------------------- | ------------------------------------------------ | -------------------- | ------------------------------------------------------------------------ |  |
| Supertramp                 | Crime of the Century - Live at Hammersmith Odeon | 1975                 |                                                                          |  |
| David Bowie                | Ziggy Stardust                                   | 1973                 | Regie: D. A. Pennebaker                                                  |  |
| Queen                      | The Legendary 1975 Concert                       | 24. Dezember 1975    | Fernsehaufnahme der BBC                                                  |  |
| Carlos Santana             | Hammersmith Odeon                                | 15. Dezember 1976    |                                                                          |  |
| Kate Bush                  | Live at Hammersmith Odeon                        | 13. Mai 1979         | Regie: Keith "Keef" MacMillan                                            |  |
| Elton John                 | Live at the Hammersmith Odeon                    | 1982                 |                                                                          |  |
| Marillion                  | Recital of the Script                            | 18. April 1983       |                                                                          |  |
| Anthrax                    | N.F.V.: Oidivnikufesin                           | 1987                 |                                                                          |  |
| Frehley’s Comet            | Live + 4                                         | 19. März 1988        |                                                                          |  |
| Magnum                     | Wings of Heaven                                  | 26. März 1988        |                                                                          |  |
| Peter Gabriel              | New Blood / Live in London                       | 2011                 | Regie: Blue Leach                                                        |  |
| Joe Bonamassa              | Tour de Force Hammersmith Rock’n Roll Night      | 2013                 |                                                                          |  |
| Steve Hackett              | Genesis Revisited: Live at Hammersmith 2013      | 10. Mai 2013         |                                                                          |  |
| Judas Priest               | Epitaph-The Last Concert                         | 24. Mai 2013         |                                                                          |  |
| The Michael Schenker Group | Rock will never die                              | 22.–23. Oktober 1983 | Gastauftritt von Klaus Meine und Rudolf Schenker im Lied „Doctor Doctor“ |  |